# Traminda
Traminda is een geslacht van vlinders van de familie spanners (Geometridae), uit de onderfamilie Sterrhinae.

## Soorten
- T. acuta (Warren, 1897)
- T. aequipuncta Herbulot, 1984
- T. atroviridaria (Mabille, 1880)
- T. drepanodes Prout, 1915
- T. falcata Warren, 1897
- T. gracillata Rebel, 1948
- T. mundissima (Walker, 1861)
- T. neptunaria (Guenée, 1858)
- T. obversata (Walker, 1861)
- T. ocellata Warren, 1895
- T. prasodes Meyrick, 1888
- T. rufistrigata Hampson, 1896
- T. syngenes Prout, 1916
- T. vividaria (Walker, 1861)